# Neustadt in Holstein
Neustadt in Holstein é uma cidade da Alemanha localizada no distrito de Ostholstein, estado de Schleswig-Holstein.